# IT-Industrialisierung
IT-Industrialisierung bezeichnet die Übertragung industrieller Methoden und Prozesse auf die Informationstechnik (IT). Ziel dieses Übertragungsprozesses ist die Steigerung der Effizienz und Effektivität von IT-Bereichen in Unternehmen sowie von extern agierenden IT-Dienstleistern. Die folgenden Grundkonzepte werden bei der Übertragung berücksichtigt:
- Wandel von der Projekt- zur Produktorientierung: Ganzheitliche Betrachtung der Entwicklungs- und Produktionsprozesse im Informationsmanagement, anstatt nur die Anwendungsentwicklung zu fokussieren.
- Standardisierung der IT-Produktion: Produktionsprozesse von IT-Produkten müssen wie in der industriellen Fertigung einen größtmöglichen Standardisierungsgrad erreichen.
- Standardisierung des Absatzes: Auf Basis standardisierter Fertigungsprozesse muss das Absatzportfolio eines IT-Dienstleisters kunden- und marktorientiert aufgebaut sein.
- Integrierte Leistungserstellung: Innerbetrieblich müssen die einzelnen Aufgabenbereiche aufeinander abgestimmt koordiniert werden.
- Sinkende Fertigungstiefe: Die Unternehmen reduzieren die Fertigungstiefe, indem sie gewisse Leistungen an Zulieferer vergeben.

## Konzepte in der Praxis
- ITIL
- COBIT
- IIM-Modell (Modell des Integrierten Informationsmanagements)
- MOF (Microsoft Operations Framework)